# Lijst van afleveringen van Hey Arnold!
Dit is een lijst met afleveringen van Hey Arnold! Er werden vijf seizoenen gemaakt van Hey Arnold!

## Seizoen 1
| #  | Aflevering 1         | Aflevering 2      | Code |
| -- | -------------------- | ----------------- | ---- |
| 1  | Downtown as Fruits   | Eugene's Bike     | 101  |
| 2  | The Little Pink Book | Field Trip        | 102  |
| 3  | Arnold's Hat         | Stoop Kid         | 103  |
| 4  | Helga's Makeover     | The Old Building  | 104  |
| 5  | 6th Grade Girls      | The Baseball      | 105  |
| 6  | Heat                 | Snow              | 106  |
| 7  | Operation Ruthless   | The Vacant Lot    | 107  |
| 8  | The List             | Haunted Train     | 108  |
| 9  | Mugged               | Roughin' It       | 109  |
| 10 | Door #16             | Arnold as Cupid   | 110  |
| 11 | Benchwarmer          | Cool Jerk         | 111  |
| 12 | Das Subway           | Wheezin' Ed       | 112  |
| 13 | Tutoring Torvald     | Gerald Comes Over | 113  |
| 14 | Spelling Bee         | Pigeon Man        | 114  |
| 15 | Olga Comes Home      | Sally´s Comet     | 115  |
| 16 | Abner Come Home      | The Sewer King    | 116  |
| 17 | False Alarm          | World Records     | 117  |
| 18 | Magic Show           | 24 Hours to Live  | 118  |

## Seizoen 2
| #  | Aflevering 1        | Aflevering 2          | Code |
| -- | ------------------- | --------------------- | ---- |
| 1  | Save The Tree       | New Teacher           | 201  |
| 2  | Helga's Love Potion | Gerald's Secret       | 202  |
| 3  | The Big Scoop       | Harold's Kitty        | 203  |
| 4  | Longest Monday      | Eugene's Pet          | 204  |
| 5  | Monkey Business     | Big Caesar            | 205  |
| 6  | Ransom              | Ms. Perfect           | 206  |
| 7  | Arnold Saves Sid    | Hookey                | 207  |
| 8  | Freeze Frame        | Phoebe Cheats         | 208  |
| 9  | Mudbowl             | Gerald Moves Out      | 209  |
| 10 | The High Life       | Best Friends          | 210  |
| 11 | Steely Phil         | Quantity Time         | 211  |
| 12 | Eating Contest      | Rhonda's Glasses      | 212  |
| 13 | Helga's Boyfriend   | Crush on Teacher      | 121  |
| 14 | Hall Monitor        | Harold's Bar Mitzvah  | 122  |
| 15 | Coach Wittenberg    | Four-Eyed Jack        | 123  |
| 16 | Eugene Goes Bad     | What's Opera, Arnold? | 213  |
| 17 | Tour de Pond        | Teachers' Strike      | 124  |
| 18 | Runaway Float       | Partners              | 125  |

De afleveringen 121 tot en met 125 waren overgebleven uit het eerste seizoen, maar hebben ze pas in het tweede seizoen uitgezonden.

## Seizoen 3
| #  | Aflevering 1          | Aflevering 2           | Code |
| -- | --------------------- | ---------------------- | ---- |
| 1  | Helga Blabs It All    | Harold The Butcher     | 301  |
| 2  | Dangerous Lumber      | Mr. Hyunh Goes Country | 302  |
| 3  | Casa Paradiso         | Gerald's Tonsils       | 303  |
| 4  | Arnold's Room         | Helga vs. Big Patty    | 304  |
| 5  | Stinky Goes Hollywood | Olga Gets Engaged      | 305  |
| 6  | Curly Snaps           | Pre-Teen Scream        | 306  |
| 7  | Grandpa's Birthday    | Road Trip              | 307  |
| 8  | Sid's Revenge         | Roller Coaster         | 308  |
| 9  | The Aptitude Test     | Oskar Gets a Job       | 309  |
| 10 | Arnold Betrays Iggy   | Helga And The Nanny    | 310  |
| 11 | Career Day            | Hey Harold!            | 311  |
| 12 | Best Man              | Cool Party             | 312  |
| 13 | Arnold & Lila         | Grand Prix             | 313  |
| 14 | Helga's Show          | The Flood              | 314  |
| 15 | Part Time Friends     | Biosquare              | 131  |
| 16 | Phoebe Takes the Fall | The Pig War            | 315  |
| 17 | Crabby Author         | Rich Kid               | 316  |
| 18 | Girl Trouble          | School Dance           | 317  |
| 19 | School Play           |                        | 318  |

Aflevering 131 is overgebleven uit seizoen 1 en pas uitgezonden in seizoen 3.

## Seizoen 4
| #  | Aflevering 1       | Aflevering 2          | Code |
| -- | ------------------ | --------------------- | ---- |
| 1  | Full Moon          | Student Teacher       | 401  |
| 2  | Big Gino           | Jamie O In Love       | 402  |
| 3  | Eugene's Birthday  | Stinky's Pumpkin      | 403  |
| 4  | The Beeper Queen   | Oskar Can't Read?     | 404  |
| 5  | Dinner For Four    | Phoebe Skips          | 405  |
| 6  | Helga's Parrot     | Chocolate Turtles     | 406  |
| 7  | Love And Cheese    | Weighing Harold       | 407  |
| 8  | Back to School     | Egg Story             | 408  |
| 9  | It Girl            | Deconstructing Arnold | 409  |
| 10 | Grudge Match       | Polishing Rhonda      | 410  |
| 11 | Weird Cousin       | Baby Oskar            | 411  |
| 12 | Grandpa's Sister   | Synchronized Swimming | 412  |
| 13 | Helga Sleepwalks   | Fighting Families     | 413  |
| 14 | Headless Cabbie    | Friday the 13th       | 414  |
| 15 | Helga On The Couch |                       | 415  |
| 16 | Dino Checks Out    |                       | 416  |

## Seizoen 5
| #  | Aflevering 1                     | Aflevering 2              | Aflevering 3      | Code |
| -- | -------------------------------- | ------------------------- | ----------------- | ---- |
| 1  | Monkeyman!                       | Buses, Bikes, and Subways |                   | 501  |
| 2  | Helga's Masquerade               | Mr. Green Runs            |                   | 502  |
| 3  | Sid The Vampire Slayer           | Big Sis                   |                   | 503  |
| 4  | Bag of Money                     | Principal Simmons         |                   | 504  |
| 5  | New Bully on the Block           | Phoebe Breaks A Leg       |                   | 505  |
| 6  | Helga's Locket                   | Sid And Germs             |                   | 506  |
| 7  | Suspended                        | Ernie in Love             |                   | 507  |
| 8  | Summer Love                      |                           |                   | 508  |
| 9  | Stuck In A Tree                  | The Helga Short           | Rhonda Goes Broke | 509  |
| 10 | Beaned                           | Old Iron Man              |                   | 510  |
| 11 | Arnold Visits Arnie              | Chocolate Boy             |                   | 511  |
| 12 | Harold vs. Patty                 | Rich Guy                  |                   | 512  |
| 13 | Gerald's Game                    | Fishing Trip              |                   | 513  |
| 14 | Married                          |                           |                   | 514  |
| 15 | On The Lam                       | Family Man                |                   | 515  |
| 16 | The Racing Mule                  | Curly's Girl              |                   | 516  |
| 17 | Timberly Loves Arnold            | Eugene, Eugene!           |                   | 517  |
| 18 | Ghost Bride                      | Gerald vs. Jamie O        |                   | 518  |
| 19 | A Day In The Life Of A Classroom | Big Bob's Crisis          |                   | 519  |
| 20 | Phoebe's Little Problem          | Grandpa's Packard         |                   | 520  |

Aflevering 501 en 502 zijn in sommige landen al in seizoen 4 uitgezonden.

## Specials
| Titel                 | Seizoen |
| --------------------- | ------- |
| Arnold's Christmas    | 1       |
| Arnold's Valentine    | 1       |
| Arnold's Halloween    | 2       |
| Arnold's Thanksgiving | 3       |
| Veterans Day          | 4       |
| Parents Day           | 5       |
| April Fool's Day      | 5       |
| The Journal (30 min.) | 5       |